# Montagny-les-Monts
Pour les articles homonymes, voir Montagny.
Montagny-les-Monts (Montanyi lè Mon  en patois fribourgeois) est une localité et une ancienne commune suisse du canton de Fribourg, située dans le district de la Broye.

## Histoire
Situé sur la rive gauche de l'Arbogne, le village de Montagny-les-Monts est cité pour la première fois en 1146 mais le site est occupé depuis le Mésolithique, puis pendant la période gallo-romaine. Au Moyen Âge, le village est le centre de la seigneurie de Montagny, qui devient un bailliage en 1478 après son rachat par la ville de Fribourg. Par la suite, la commune de Montagny-les-Monts se trouve successivement dans les districts de Payerne jusqu'en 1803, de Montagny jusqu'en 1831, de Dompierre jusqu'en 1848 avant de rejoindre le district de la Broye à sa création.
Constituée des villages de Montagny-les-Monts et de Cousset ainsi que des hameaux des Arbognes et de Villarey et de l'enclave de Tours, l'ancienne commune de Montagny-les-Monts fusionné en 2000 avec Montagny-la-Ville pour former la commune de Montagny. Mannens-Grandsivaz les a rejoints en 2004.

Photo aérienne prise en 1964

## Monuments
Le village était surmonté d'un château qui fut restauré en 1509 et 1752, après avoir été pillé, puis incendié. Il n'en reste de nos jours plus qu'une tour du XIIIe siècle. Il compte également une église, située sur le territoire de la localité de Cousset, classée comme bien culturel d'importance nationale.